# Alfonso VI di León
Alfonso Fernández, detto el Bravo ("il Valoroso") (Alfonso anche in spagnolo e in asturiano, Alfons in catalano, Afonso in galiziano e in portoghese, Alifonso in aragonese e Alfontso in basco; 1040 circa – Toledo, 1º luglio 1109), fu re di León dal 1065 al 1072. Deposto per circa nove mesi, nel 1072, dal fratello Sancho II, fu nuovamente re di León e poi di Castiglia sempre nel 1072 e infine divenne re di Galizia, nel 1073 e mantenne tali titoli fino alla sua morte.

## Origine
Come riporta il documento n° XCIV della appendice II delle Antiguedades de España, Alfonso era il figlio terzogenito (maschio secondogenito) del re di Castiglia e re consorte di León, Ferdinando I e della regina del León e regina consorte di Castiglia, Sancha I, che, sia secondo la Historia genealógica y heráldica de la monarquía española, Volume 1, che secondo la Historia De Los Hechos De España di Rodrigo Jimenez De Rada era figlia del re di León e Castiglia Alfonso V e di Elvira Menéndez de Melanda, figlia del Conte di Portucale, il galiziano Menendo González e di sua moglie, Tutadona Moniz de Coimbra (dona Mayor).

Ferdinando, come viene confermato dal documento nº 7 della Coleccion diplomatica de la catedral de Pamplona era il figlio maschio ultimogenito del re di Pamplona, conte d'Aragona, conte di Sobrarbe e Ribagorza, conte di Castiglia, Sancho III Garcés il Grande e di Munia, figlia, secondo la Chronica latina regum Castellae, del conte indipendente di Castiglia, conte di Burgos, di Lantarón, di Cerezo e di Álava, Sancho Garcés e di Urraca Gomez.

## Biografia
Secondo la Historia silense e il Liber chronicorum, Alfonso era il figlio maschio secondogenito, nato dopo che suo padre, Ferdinando, aveva ereditato il regno di Castiglia.
Alfonso viene citato, assieme ai genitori ed ai fratelli, nel documento n° XCIV della appendice II delle Antiguedades de España.
Alfonso viene citato, assieme ai genitori ed ai fratelli, nel documento n°XCVI della Apéndice del Tomo II de la Historia de la Santa A. M. Iglesia de Santiago de Compostela, datato marzo 1065.
Suo padre, Ferdinando I morì nel dicembre 1065, come riportano sia gli Annales Complutenses (Anales castellanos segundos), che gli Annales Compostellani, ed il Chronicon Burgense (Obiit Fernandus Rex in die S. Eugeniæ) e che fu tumulato a León, come riporta il Chronicon Lusitano, nel Pantheon reale (mausoleo) della collegiata di San Isidoro a León.
Dopo la morte del padre, avvenuta nel 1065, la madre si ritirò dal potere dividendo, secondo la volontà paterna, il regno di León e Castiglia tra i tre figli maschi:
- a Sancho II toccò la Castiglia;
- ad Alfonso VI il León;
- a Garcia I la Galizia[22].

Mentre alle due figlie femmine furono assegnate due signorie:
- a Urraca la signoria della città di Zamora;
- ad Elvira la signoria della città di Toro[22].

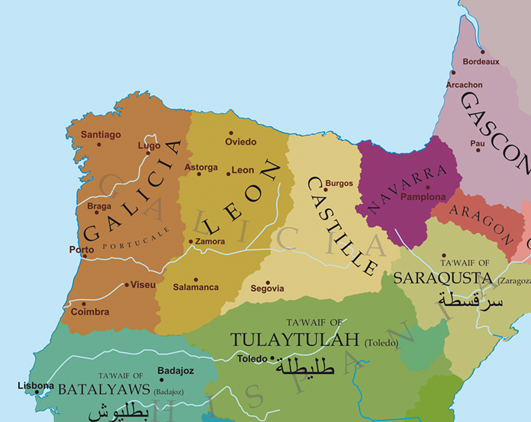
Carta politica del nordest della penisola iberica, onde si vede la distribuzione dei regni dopo la morte di Ferdinando I.

Il regno di León aveva come tributario la Taifa di Toledo.
Appena succeduto al padre, il fratello di Alfonso, Sancho II detto il Forte aveva iniziato conflitti con il regno di Pamplona, che sfociarono, nel 1067, in quella che fu denominata la "guerra dei tre Sanchi", che vide contrapposti al re di Castiglia Sancho II, il re di Pamplona, Sancho IV, e il re di Aragona, Sancho I.
Dopo la morte della madre, nel 1067, erano iniziati i conflitti tra Sancho e i suoi due fratelli, Alfonso e Garcia. Terminata (1068) la guerra dei tre Sanchi, Sancho II attaccò il fratello, Alfonso VI, e lo sconfisse nella battaglia di Llantada, sul fiume Pisuerga (19 luglio 1068), poi però venne a un accordo con lui per combattere Garcia.
Nel corso del 1069 Alfonso VI, secondo lo storico anglo-normanno, Guglielmo di Malmesbury (circa 1090-circa 1143), si fidanzò con la figlia di Guglielmo I d'Inghilterra, Agata, ma il matrimonio non fu mai celebrato e anche secondo il monaco benedettino, cronista della storia inglese, Matteo Paris, una figlia di Guglielmo I fu fidanzata ad Alfonso, mentre il monaco cristiano, storico e cronista inglese, Orderico Vitale, riporta che Agata era stata fidanzata con il re d'Inghilterra, Aroldo II e poi con Alfonso VI, ma morì durante il viaggio verso la penisola iberica e la salma fu riportata a Bayeux per la sepoltura.
Alfonso si fidanzò, sempre nel 1069, con Agnese (1059- dopo il 1099), secondo il "Chronicon sancti Maxentii Pictavensis, Chroniques des Eglises d'Anjou", figlia del duca d'Aquitania, Guglielmo VIII o Guido Goffredo.
Sancho e Alfonso, nel 1071, entrarono in Galizia e affrontarono Garcia che aveva da poco riportato la vittoria nella battaglia di Pedroso contro il conte del Portogallo, Nuno II Mendes, che gli si era ribellato e che nel corso della battaglia perse la vita, come riporta Bernard F. Reilly.

Garcia, nello stesso anno, venne sconfitto, rinchiuso in una torre, obbligato ad abdicare ed esiliato; si rifugiò alla corte del re di Siviglia, Muhammad al-Muʿtamid, che era suo tributario.

Sancho II, nel 1072, rivolse le armi contro il León di Alfonso VI, che venne sconfitto nella battaglia di Golpejera, vicino a Carrión de los Condes, dal braccio destro di Sancho, Rodrigo Diaz de Bivar, detto el Cid; Alfonso fu fatto prigioniero e rinchiuso in una prigione a Burgos, ma Sancho fu convinto dalla sorella Urraca a permettere al fratello di recarsi in esilio a Toledo presso il re musulmano di Toledo, che era suo tributario. Sancho II, dopo il regno di Galizia, occupò allora quello di León, riunendo così nuovamente il regno che era stato di suo padre.
I nobili del León non accettarono il fatto compiuto e si strinsero attorno alle sorelle, soprattutto a Urraca, che si fortificò nella sua signoria, la città di Zamora. Sancho II dapprima espugnò la signoria di Toro della sorella Elvira e poi pose l'assedio a Zamora il 4 marzo del 1072. Dopo circa sette mesi di assedio, il 6 ottobre del 1072, secondo il Chronicon regum Legionensium Sancho fu assassinato a tradimento durante l'assedio, sotto le mura di Zamora, da un suo soldato, Vellito Ariulfo (Secondo la Cronaca Burgense fu assassinato sotto le mura di Zamora, pare da un nobile zamorano, Bellido Dolfos, forse amante di Urraca, fingendosi disertore, avesse invitato Sancho a seguirlo per fargli vedere il punto debole delle mura, separandolo così dalla sua guardia, e lo avesse assassinato).

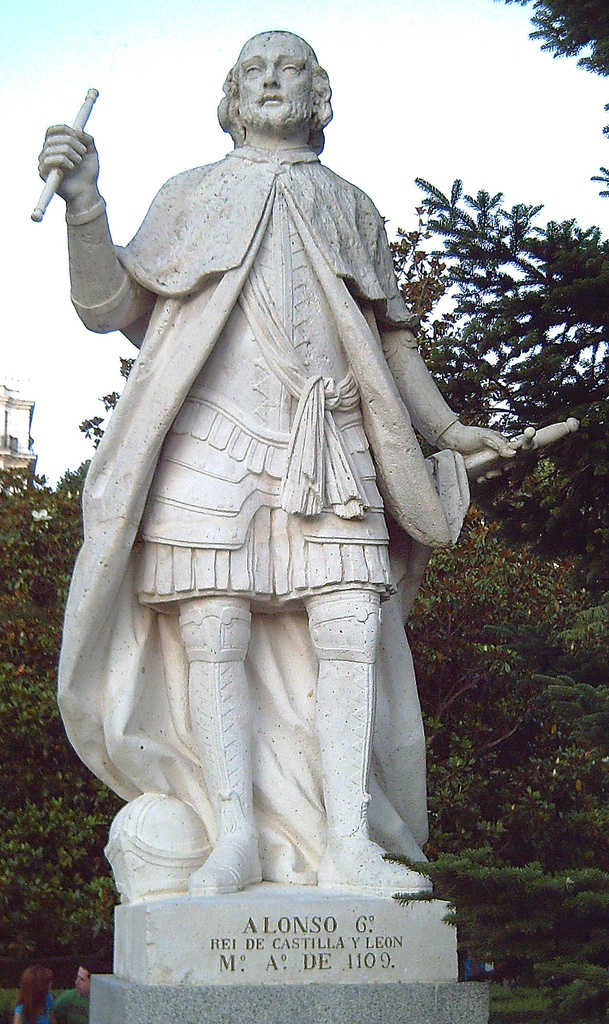
Statua di Alfonso VI nei Giardini di Sabatini di Madrid (F. Corral, 1753).

Dopo la morte di Sancho II i nobili castigliani continuarono l'assedio di Zamora; Garcia tornò in Galizia, mentre Alfonso VI, che era tornato in León, e poiché il fratello maschio primogenito, Sancho, non aveva lasciato eredi, si prodigò a garantire che se fosse stato riconosciuto re di Castiglia avrebbe trattato i nobili castigliani alla stregua dei nobili leonesi; ma il sospetto che Urraca e Alfonso fossero complici nell'assassinio di Sancho era condiviso dalla maggioranza di loro. Alla fine i maggiorenti castigliani, tra cui il Cid Campeador, dopo avere tolto l'assedio a Zamora, pretesero che Alfonso VI giurasse la sua innocenza in pubblico, sul sagrato della chiesa di Sant'Agata di Burgos; solo allora Alfonso VI fu riconosciuto re di Castiglia dai nobili castigliani.
Dopo la morte di Sancho II, Garcia aveva recuperato il suo regno di Galizia, ed aveva accettato che il fratello Alfonso VI fosse eletto re di Castiglia; però, all'inizio del 1073, con la complicità della sorella, Urraca, alfonso VI lo invitò ad un incontro presso di sé e, il 14 febbraio di quello stesso anno lo fece prigioniero e lo fece rinchiudere nel castello di Luna, nel nord del regno di León dove fu tenuto confinato per diciassette anni e dove si ammalò nel 1090.
Alfonso VI, pentito, ordinò di liberarlo e condurlo a Leon, ma morì il 22 marzo del 1090, durante il trasferimento.

Alfonso VI nel 1073 era entrato in possesso del regno che era stato di suo padre, Ferdinando.
Secondo lo storico medievalista statunitense, Bernard F. Reilly, Alfonso VI migliorò il rapporto con il monastero di Cluny, che già aveva suo padre, facendo donazioni, negli anni 1073- 1077.

Alfonso VI inoltre si dedicò a ingrandire i propri territori; nel 1076, alla morte del re di Navarra, Sancho IV Garcés completò l'occupazione della Rioja, già iniziata dal fratello Sancho nel 1067 durante la guerra dei Tre Sanchi, rientrando quindi in possesso dei territori ceduti dal padre Ferdinando I al fratello e re di Navarra, García Sánchez III, come conferma il documento nº 1 del cartulario del monastero di San Millán de la Cogolla.
Sempre nel 1076 Alfonso adottò la liturgia romana per la Chiesa spagnola e l'anno successivo il papa Gregorio VII assunse la sovranità sui regni di Alfonso che, nello stesso anno (1077), adottò il titolo di Imperatore "imperator totius hispaniae,".
Alfonso aumentò a poco a poco la pressione sui piccoli regni mori, riuscendo a ottenere dalla maggior parte di essi il pagamento di tributi; sconfisse più volte Muhammad al-Muʿtamid, re di Siviglia, colpevole di avere aiutato Garcia nella guerra civile del decennio precedente, sottraendogli parecchi territori e rendendolo suo tributario, nel 1082. Nel 1081 il Cid, che era stato coinvolto in un'azione militare contro il re di Toledo, alleato del re di León e Castiglia, era stato esiliato per la prima volta da Alfonso VI.
Dopo avere aiutato nel 1084 il re di Toledo, al-Qādir, a conservare il suo trono in cambio di alcune fortezze, nel 1085 Alfonso VI lo attaccò, assediò e conquistò la capitale il 25 maggio e fece il suo ingresso in città proclamandosi imperatore delle due religioni, ma soprattutto da quel momento ebbe il controllo di buona parte del fiume Tago. La prima conseguenza di questa vantaggiosa condizione fu, sempre nel 1085, la conquista della città di Valencia (che prima era governata da uno dei suoi capitani, ex luogotenente del Cid, Álvar Fáñez e, nel 1086, fu data al re al-Qādir, in compenso della perdita di Toledo). 

Nel 1086 Alfonso VI aveva posto l'assedio a Saragozza, mentre i re dei piccoli regni mori, soprattutto gli Emiri di Siviglia, Badajoz e Granada preoccupati dall'aggressività del re cristiano, che aveva conquistato Toledo, decisero di chiedere l'aiuto degli Almoravidi, come riporta lo storico Rafael Altamira, si recarono a Marrakech dal califfo, Yūsuf ibn Tāshfīn.

L'emiro Yusuf ibn Tasfin arrivò in al-Andalus e sconfisse Alfonso VI nella Battaglia di al-Zallaqa, vicino a Badajoz nel 1086, ma nonostante vari tentativi non riuscì a riconquistare Toledo.
La regina Costanza, che con pazienza sopportava i tradimenti del marito, non si stancava di esortarlo a togliere la condanna all'esilio al Cid e dopo l'invasione degli Almoravidi e la conseguente sconfitta castigliana di al-Zallāqa, Alfonso le diede ascolto e si riavvicinò al suo vassallo, il quale fu incaricato di difendere la zona levantina.
Nel frattempo poi, a opera di Álvar Fáñez, nel 1088, riuscì ad Alfonso la conquista a spese della taifa di Siviglia del castello di Aledo, che dominava la Murcia e quindi aveva ottenuto la sottomissione di tutti i regni di Taifa della zona, per cui il califfo almoravide, Yūsuf ibn Tāshfīn, fu costretto ad assediarlo per tre volte, quasi distruggendolo, ma che resistette subendo tanti e tali danni che Alfonso VI lo giudicò indifendibile, lo rase al suolo e dovette abbandonarlo, mentre l'emiro della taifa di Siviglia, Muhammad al-Muʿtamid era stato deposto ed esiliato a Aghmat, in Maghreb, dove mori nel 1095.
Questa sconfitta fu addebitata al Cid, per il suo tardivo intervento alla difesa del castello, portandoli alla loro rottura definitiva, come riporta La web de las biografias; al Cid che chiedeva un giusto processo, Alfonso VI rispose confiscandogli tutti i beni, imprigionando la moglie e le figlie e condannandolo nuovamente all'esilio. Il Cid lasciò definitivamente la Castiglia dopo aver preso con sé moglie e figlie, che erano state rilasciate. Questi fatti e ciò che ne seguì ispirarono il poema epico Poema del mio Cid e molti altri poemi e romanzi.
Nel 1091 Alfonso contrattaccò e occupò Cordova. Nel 1093 convinse il re di Badajoz a cedergli le città di Lisbona, Santarem e Sintra, ma dopo pochi mesi gli Almoravidi occuparono il regno di Badajoz e le tre città furono perdute.

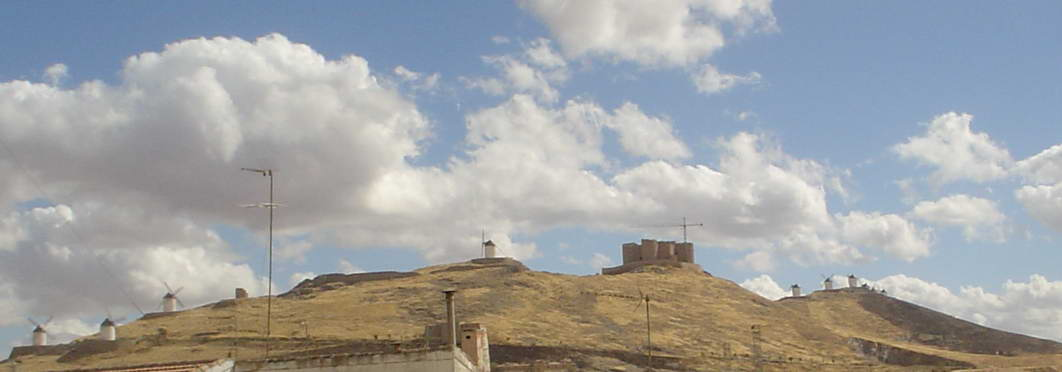
Castello di Consuegra con i mulini circostanti.

Nello stesso anno Alfonso VI concesse il governo della Galizia (ma non il titolo di re) a Raimondo di Borgogna, marito, dal gennaio di quell'anno, della figlia, Urraca, mentre la contea del Portogallo (il sud del regno di Galizia), unitamente alla città di Coimbra, quindi in sottordine al governatore della Galizia, fu concessa al cugino di Raimondo, Enrico di Borgogna, da pochi mesi sposo della figlia naturale, Teresa. Di fatto la contea di Portogallo fu molto autonoma, ed Enrico fu il capostipite della casa regnante portoghese: suo figlio Alfonso sarà il primo re del Portogallo.
Nel 1097 le truppe castigliane contrattaccarono gli Almoravidi nella zona di Toledo e riuscirono a occupare il castello di Consuegra, che tennero per otto giorni, ma nella battaglia che avvenne il 15 agosto, le truppe di Yūsuf Ibn Tāshfīn, califfo di Cordova, ebbero la meglio su quelle di Alfonso. Durante l'attacco morì l'unico figlio maschio del Cid, Diego Rodríguez, che aveva lasciato Valencia per unirsi alle truppe castigliane.
Yūsuf ibn Tāshfīn, soddisfatto di avere vinto anche questa seconda battaglia campale (dopo al-Zallaqa), dieci mesi dopo tornò definitivamente a Marrakesh, in Nordafrica.

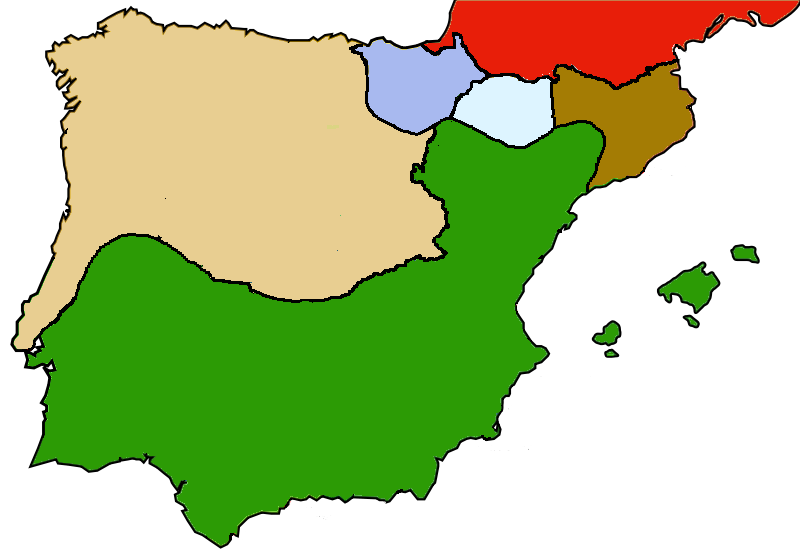
La penisola iberica nel 1103, in beige (color nocciola) il regno di León alla morte di Alfonso VI

Negli ultimi anni del suo regno Alfonso cercò di impedire il consolidamento degli Almoravidi nella Spagna musulmana, ma senza successo. I regni del sud della Spagna furono occupati da questi ultimi, che guidati dal nuovo emiro Ali ibn Yusuf, sconfissero nuovamente le truppe castigliano-leonesi, comandate da Álvar Fáñez, nel 1108 a Uclés, dove perse la vita l'erede al trono, l'unico figlio maschio di Alfonso, Sancho Alfonsez.
Secondo il Chronicon Lusitanum Alfonso morì nel luglio 1109 (in Aera 1147 III Kal Jul obiit Rex D. Alfonsus Regis D. Fernandi filius), a Toledo, e fu sepolto nella cappella di san Mancho nelmonastero dei Santi Facondo e Primitivo di Sahagún, accanto alla sua amata moglie Zaida/Isabella, alle prime due mogli, Agnese e Costanza, e al suo unico figlio maschio, Sancho. 

Gli succedette la figlia legittima Urraca, vedova di Raimondo di Borgogna e madre del piccolo Alfonso, alla quale Alfonso VI aveva programmato un matrimonio, in seconde nozze, col re di Aragona e di Pamplona e conte di Sobrarbe e Ribagorza, Alfonso Sánchez, detto il Battagliero.
La morte di Alfonso VI fu pianta soprattutto dagli ebrei, che durante il suo regno beneficiarono di un trattamento equiparato ai cristiani, che permise loro di prosperare e, nei territori conquistati, godettero dei vari privilegi che erano stati concessi loro dai musulmani. Con la morte di Alfonso la loro condizione cominciò poco a poco a peggiorare.

## Discendenza
Il suo matrimonio con Agata, figlia di Guglielmo il Conquistatore, re d'Inghilterra e duca di Normandia, fu negoziata nel 1067, ma la sua morte prematura fece sfumare il progetto, come riporta Orderico Vitale.
Secondo il vescovo Pelagio, contemporaneo del re, nel suo Chronicon regum Legionensium, Alfonso VI ebbe cinque mogli e due concubine. Le mogli erano, secondo il vescovo, Agnese, Costanza, Berta, Isabella e Beatrice e le concubine Zaida e Jimena Muñoz, come riportato sia dal Recueil des historiens des Gaules et de la France, che dalla Historia de los Reyes de Castilla y de León, volume II.

### Agnese d'Aquitania
Nel 1069 fu firmato il fidanzamento con Agnese, figlia di Guglielmo VIII, duca d'Aquitania e della sua seconda moglie Matilde (o Marta), che secondo la storico, Patrick Van Kerrebrouck, nel suo Les Capétiens 987-1328, discendeva dalla famiglia dei visconti di Thouars, mentre secondo il Diccionario biográfico español, Real Academia, era Matilde de la Marche. 

A quel tempo, Agnese aveva circa 10 anni e quindi fu necessario attendere fino all'età di 14 anni per il matrimonio ufficiale, che secondo il Chronicon sancti Maxentii Pictavensis, Chroniques des Eglises d'Anjou ebbe luogo tra la fine del 1073 e l'inizio del 1074 e Agnese fu la prima moglie di Alfonso VI. Secondo Reilly, Alfonso VI confermò in un documento del giugno 1074 che Agnese era la regina.

Nel documento nº 3508 del Recueil des chartes de l'abbaye de Cluny. Tome 4, datato 22 maggio 1077, Agnese viene ancora citata col titolo di regina (Agnes regina). Quello fu l'ultimo documento in cui Agnese viene citata, per cui si ritiene che Alfonso VI la ripudiò; secondo Bernard F. Reilly il matrimonio era stato annullato nel 1077, probabilmente a causa della mancanza di figli, come riportato dai cronisti francesi. Tuttavia, Andrés Gambra non è d'accordo e crede che non ci siano fonti affidabili per supportare questa affermazione.
Come riporta la Historia de los reyes de Castilla y de Leon, Volumen 1, Agnese morì il 6 giugno 1078, mentre secondo gli Annales compostellani, Agnese morì nello stesso giorno, ma del 1098, molto probabilmente sbagliando, in quanto Bernard F. Reilly riporta che la seconda moglie di Alfonso VI, Costanza, nel 1093, fu sepolta accanto ad Agnese.
Secondo Orderico Vitale Agnese divorziò e, nel 1099, si sposò, in seconde nozze, come sua seconda moglie, con Elia I del Maine, che in quello stesso anno era rimasto vedovo.

Secondo lo storico Szabolcs de Vajay, Orderico Vitale confuse la prima moglie di Alfonso VI, Agnese, con la quinta moglie, la sorellastra di Agnese, Beatrice d'Aquitania, figlia del duca Guglielmo VIII di Aquitania e della sua terza moglie, Hildegarda di Borgogna (1050-1104), figlia del duca di Borgogna Roberto I, Duca di Borgogna (1011-1076).

### Jimena Muñoz
Dopo la morte di Agnese il re iniziò una relazione con Jimena Muñoz, figlia del conte Munio Muñiz e della moglie Velasquita; Jimena fu definita la "più nobile" concubina "derivata dalla regalità", dal vescovo Pelagio di Oviedo; Munio Muñiz definito signore delle Asturie occidentali e del nord del Bierzo.

Jimena viene citata in molti documenti tra il 1085 ed il 1128, come riporta il Diccionario biográfico español, Real Academia de la Historia e siccome la maggior parte di essi consiste in donazioni al Monastero di San Pedro de Montes, si presume che Jimena dopo essere stata l'amante del re si sia ritirata nel Bierzo, dove morì, nel 1128; la Historia de los Reyes de Castilla y de León, volume II riporta che morì a Espinareda del Bierzo e fu sepolta nell'Abbazía di San Andrés de Espinareda.

Hanno avuto due figlie:
- Elvira di Castiglia[66] (1079-19 giugno 1156) contessa di Tolosa, sposò il conte Raimondo de Saint-Gilles[66] e, in seconde nozze, sposò il conte Fernando Fernandez[68], da cui si separò, nel 1121
- Teresa (1080-1º novembre 1130)[66][67], contessa del Portogallo, sposò Enrico di Borgogna[66], conte del Portogallo, e in seconde nozze il conte di Trastamara, Fernando Perez di Trava[67]

### Costanza di Borgogna
Nel dicembre del 1079, secondo Reilly, Alfonso VI sposò Costanza di Borgogna, come riporta la Histoire de l'abbaye royale et de la ville de Tournus, avec les preuves, vedova senza figli del conte Hugues III di Chalon-sur-Saône e, secondo la Ex chronico Ternociensis figlia del conte di Charolais e di Langres, duca di Borgogna e anche conte d'Auxerre, Roberto I e di Helie di Semur e pronipote di Ugo Capeto, re di Francia. Da questa unione, che durò fino alla morte di Costanza nel 1093, nacquero sei bambini, di cui solo due noti:
- Urraca I[66] (1080-8 marzo 1126), sposò in prime nozze Raimondo di Borgogna[66] e in seconde nozze Alfonso I d'Aragona
- Elvira, morta giovane.

### Berta di Borgogna
Secondo Reilly, nel 1094 Alfonso VI contrasse un terzo matrimonio con Berta; Salazar y Acha menziona solamente che delle nozze ebbero luogo prima del 28 aprile 1095. Secondo il Chronicon regum Legionensium Berta era la terza moglie di Alfonso VI ed era di origini italiane (Tuscan discendent), come riportato anche dal Recueil des historiens des Gaules et de la France e che secondo le Europäische Stammtafeln, vol II, cap. 57 (non consultate), era figlia del conte di Borgogna e conte di Mâcon, Guglielmo I, discendente dei Marchesi di Ivrea e della moglie, Stefania di Borgogna, come conferma anche lo storico Szabolcs de Vajay, nel suo Bourgogne, Lorraine et Espagne. La sua presenza a corte fu registrata per la prima volta il 28 aprile 1095.
Tra il 1096 ed il 1098 Berta viene citata col titolo di regina in tre documenti inerenti donazioni al Monastero di Santo Domingo de Silos (non consultati). Ancora nel marzo 1099, Berta, nel documento n° VI del Cartulario del Monasterio de Eslonza, Parte 1, inerente una donazione di Alfonso VI, viene citata col titolo di regina (Berta quoque regina).
Berta morì tra la fine del 1099 e l'inizio del 1100, come riporta Reilly (died shortly after the new year) a seguito di una grave malattia; comunque fu prima del 25 gennaio 1100, data in cui, secondo il documento n° 3785 del Recueil des chartes de l'abbaye de Cluny. Tome 5, Alfonso VI fece una donazione al monastero di Cluny, citando Berta defunta.

La Historia del Real Monasterio de Sahagún riporta che Berta morì sei anni dopo essere divenuta regina e fu sepolta nel Monastero reale dei Santi Facondo e Primitivo a Sahagún.
Berta non diede figli ad Alfonso VI.

### Isabella
Come riporta il Chronicon Regum Legionensium, la quarta moglie fu Isabella, che Alfonso VI sposò all'inizio del 1100 e la controversia è incentrata da secoli sul fatto se quest'ultima fosse la Zaida moresca o un personaggio diverso. Comunque Isabella viene citata come regina (Regina Elisabeth) nel documento n° X dei Documentos de la Iglesia colegial de Santa María la Mayor (hoy Metropolitana) de Valladolid, vol I, inerente una donazione del marito Alfonso VI, ed in altri tre documenti, n° 71, 86 e 116, inerenti donazioni (non consultati) nel cartulario del Monasterio de San Salvador de Oña (uxoris mee Helisabet regine) e nella Colección diplomatica de San Salvador de Oña 822-1284, Tomo I 822-1214.

Anche Reilly riporta che la quarta moglie fu Isabella che il 14 maggio 1100, in un documento fu citata come imperatrice (conjugis meae Elisabeth imperatricis) e dai documenti da lui consultati risulta essere di origini francesi, probabilmente della casa di Borgogna, ma esclude che fu figlia del re di Francia, Luigi VI (il vescovo Pelayo, basandosi sull'epitaffio di Isabella, la considera figlia del re di Francia).

La regina Isabella viene citata, assieme al marito e alle due figlie, Elvira e Sancha (citate per la prima volta in un documento) in un documento di garanzia per il vescovo di Oviedo, in cui viene citato anche Sancho, il figlio di Zaida, che secondo il Chronicon Regum Legionensium, era stata battezzata Isabella.

La regina Isabella, ancora secondo Reilly, morì nel corso del 1107 e fu sepolta nel Pantheon reale (mausoleo) della collegiata di San Isidoro, la cui lapide, secondo il Diccionario biográfico español, Real Academia de la Historia, riporta tale iscrizione:

“H.R. Reg. Elisabet, filia Ludouici regis Franciae, uxor regis Adefonsi, qui cepit Toletum. Obiit Era MCXLV”.
Da questo matrimonio nacquero due figlie (attribuite anche a Zaida):
- Elvira (1100-8 febbraio 1135), sposò Ruggero II d'Altavilla.
- Sancha (1102-10 maggio 1125), sposò Rodrigo di Lara, conte di Liebana.

### Zaida
Il vescovo Pelagio di Oviedo menziona Zaida come una delle due concubine del re e affermava di essere figlia di Al-Mu'tamid ibn Abbad, sovrano della Taifa di Siviglia. In realtà era sua nuora, sposata con suo figlio Abu Nasr Al-Fath al-Ma'mun, sovrano della Taifa di Cordova. Nel marzo del 1091 l'esercito di Almoravid assediò la città di Cordova. Il marito di Zaida, morto durante l'assedio, mandò la moglie e i figli ad Almodóvar del Río come misura precauzionale. Dopo essere diventata vedova Zaida cercò protezione presso la corte del re leonese e lei e i suoi figli si convertirono al cristianesimo; fu battezzata con il nome "Isabella" e divenne la concubina del re.
Ebbero tre figli:
- Sancho (settembre 1093-29 maggio 1108), nato illegittimo, fu legittimato dopo il matrimonio dei suoi genitori. Come riporta il Chronicon de Cardena, morìnella battaglia di Uclés[97][98][99], quando, appiedato dopo che il suo cavallo era stato colpito, fu difeso strenuamente dal conte García Ordóñez, che ferito gli fece scudo con il suo corpo, ma inutilmente[28].
- Elvira (1100-8 febbraio 1135), sposò Ruggero II d'Altavilla.
- Sancha (1102-10 maggio 1125), sposò Rodrigo di Lara, conte di Liebana.

Secondo Jaime de Salazar y Acha, seguiti da altri autori, tra cui Gonzalo Martínez Diez, Alfonso VI e Isabel si sposarono nel 1100 e con questa cerimonia i loro figli furono legittimati e dichiarati eredi dei Regni di León e Castiglia.

### Beatrice di Borgogna
Come riporta il Chronicon Regum Legionensium, la quinta moglie fu Beatrice, di origini francesi, come riportato sia dal Recueil des historiens des Gaules et de la France. Anche Reilly riporta che la quinta moglie fu Beatrice che Alfonso VI sposò, probabilmente nei primi mesi del 1108 e dai documenti da lui consultati risulta essere di origini francesi, probabilmente della casa di Borgogna.

Secondo il Diccionario biográfico español, Real Academia de la Historia, Beatrice compare citata in un solo documento datato 28 maggio 1108.
Il marito, Alfonso VI, morì nel luglio 1109 (in Aera 1147 III Kal Jul obiit Rex D. Alfonsus Regis D. Fernandi filius) e secondo il Chronicon Regum Legionensium, Beatrice fece ritorno al suo paese di origine, senza avergli dati figli.

Orderico Vitale riporta erroneamente che Agnese d'Aquitania, nel 1099, si sposò, in seconde nozze, come sua seconda moglie, con Elia I, conte del Maine, che in quello stesso anno era rimasto vedovo.
Secondo lo storico Szabolcs de Vajay, Orderico Vitale confuse la prima moglie di Alfonso VI, Agnese, con la quinta moglie, la sorellastra di Agnese, Beatrice, figlia di Guglielmo VIII, duca d'Aquitania e della sua terza moglie, Hildegarda di Borgogna (1050-1104), figlia del duca di Borgogna Roberto I, Duca di Borgogna (1011-1076), per cui dopo essere rimasta vedova si sposò in seconde nozze.

Non si conosce l'anno esatto della sua morte.

## Ascendenza
|                              |                    |                            | Genitori               |  |  | Nonni |  |  | Bisnonni                     |  |  | Trisnonni     |  |
|                              |                    |                            |                        |  |  |       |  |  | García II Sánchez di Navarra |  |  | Sancho Abarca |  |
|                              |                    |                            |                        |  |  |       |  |  | García II Sánchez di Navarra |  |  | Sancho Abarca |  |
|                              |                    | Urraca di Castiglia        |                        |  |  |       |  |  | García II Sánchez di Navarra |  |  |               |  |
| Sancho III Garcés di Navarra |                    |                            |                        |  |  |       |  |  | García II Sánchez di Navarra |  |  |               |  |
|                              |                    | Jimena Fernandez           | Fernando Bermudéz      |  |  |       |  |  |                              |  |  |               |  |
|                              |                    | Jimena Fernandez           | Fernando Bermudéz      |  |  |       |  |  |                              |  |  |               |  |
|                              |                    | Jimena Fernandez           | Elvira Díaz de Saldaña |  |  |       |  |  |                              |  |  |               |  |
| Ferdinando I di Castiglia    |                    | Jimena Fernandez           |                        |  |  |       |  |  |                              |  |  |               |  |
|                              |                    | Sancho Garcés              | García Fernández       |  |  |       |  |  |                              |  |  |               |  |
|                              |                    | Sancho Garcés              | García Fernández       |  |  |       |  |  |                              |  |  |               |  |
|                              |                    | Sancho Garcés              | Ava di Ribagorza       |  |  |       |  |  |                              |  |  |               |  |
| Munia di Castiglia           |                    | Sancho Garcés              |                        |  |  |       |  |  |                              |  |  |               |  |
|                              |                    | Urraca Gomez               | Goméz Díaz             |  |  |       |  |  |                              |  |  |               |  |
|                              |                    | Urraca Gomez               | Goméz Díaz             |  |  |       |  |  |                              |  |  |               |  |
|                              |                    | Urraca Gomez               | Munia Fernández        |  |  |       |  |  |                              |  |  |               |  |
| Alfonso VI di León           |                    | Urraca Gomez               |                        |  |  |       |  |  |                              |  |  |               |  |
|                              | Bermudo II di León | Ordoño III                 |                        |  |  |       |  |  |                              |  |  |               |  |
|                              | Bermudo II di León | Ordoño III                 |                        |  |  |       |  |  |                              |  |  |               |  |
|                              | Bermudo II di León | Aragonta Pelaez            |                        |  |  |       |  |  |                              |  |  |               |  |
| Alfonso V di León            | Bermudo II di León |                            |                        |  |  |       |  |  |                              |  |  |               |  |
|                              |                    | Elvira Garcés di Castiglia | García Fernández       |  |  |       |  |  |                              |  |  |               |  |
|                              |                    | Elvira Garcés di Castiglia | García Fernández       |  |  |       |  |  |                              |  |  |               |  |
|                              |                    | Elvira Garcés di Castiglia | Ava di Ribagorza       |  |  |       |  |  |                              |  |  |               |  |
| Sancha I di León             |                    | Elvira Garcés di Castiglia |                        |  |  |       |  |  |                              |  |  |               |  |
|                              |                    | Menendo González           | Gonzalo Menéndez       |  |  |       |  |  |                              |  |  |               |  |
|                              |                    | Menendo González           | Gonzalo Menéndez       |  |  |       |  |  |                              |  |  |               |  |
|                              |                    | Menendo González           | …                      |  |  |       |  |  |                              |  |  |               |  |
| Elvira Menéndez de Melanda   |                    | Menendo González           |                        |  |  |       |  |  |                              |  |  |               |  |
|                              |                    | Toda Domna                 | …                      |  |  |       |  |  |                              |  |  |               |  |
|                              |                    | Toda Domna                 | …                      |  |  |       |  |  |                              |  |  |               |  |
|                              |                    | Toda Domna                 | …                      |  |  |       |  |  |                              |  |  |               |  |
|                              |                    | Toda Domna                 |                        |  |  |       |  |  |                              |  |  |               |  |

### Fonti primarie
- (LA) Historia Silenses.
- (LA)  Recueil des chartes de l'abbaye de Cluny. Tome 4
- (LA)  Recueil des chartes de l'abbaye de Cluny. Tome 5
- (LA)  España sagrada. Volumen 23
- (LA)  #ES España sagrada, tomo XIV
- (LA)  Orderici Vitalis, Historia Ecclesiastica, tomus unicus.
- (LA)  #ES Collecion diplomatica de la cathedral de Pamplona.
- (LA)  Antiguedades de España
- (LA)  #ES Cartulario de San Millán de la Cogolla
- (LA)  #ES cartulario del Monasterio de San Salvador de Oña
- (LA)  Colección diplomatica de San Salvador de Oña 822-1284, Tomo I
- (LA)  (ES)  #ES Historia de la Santa A. M. Iglesia de Santiago de Compostela, Tomo II.
- (LA)  #ES Cartulario del Monasterio de Eslonza, Parte I
- (LA)  #ES Historia del Real Monasterio de Sahagún
- (LA)  #ES Documentos de la Iglesia colegial de Santa María la Mayor (hoy Metropolitana) de Valladolid
- (LA)  Recueil des historiens des Gaules et de la France. Tome 11
- (LA)  Recueil des historiens des Gaules et de la France. Tome 12
- (LA)  Histoire de l'abbaye royale et de la ville de Tournus, avec les preuves
- (FR) Histoire des Almohades / d'Abd el- Wâh'id Merrâkechi
- (EN)  Muslim Spain and Portugal: A Political History of al-Andalus
- (EN)  The ecclesiastical history of England and Normandy, vol. II
- (EN)  The World of El Cid: Chronicles of the Spanish Reconquest, Chronicon regum Legionensium

### Letteratura storiografica
- Rafael Altamira, Il califfato occidentale, in «Storia del mondo medievale», vol. II, 1999, pp. 477–515
- Rafael Altamira, La Spagna (1031-1248), in «Storia del mondo medievale», vol. V, 1999, pp. 865–896
- Louis Halphen, La Francia nell'XI secolo, in Storia del mondo medievale, vol. 2, 1999,  pp. 770-806.
- (CA) Crónica de San Juan de la Peña (PDF).
- (ES)  Crónica Latina de los reyes de Castilla.
- (EN)  The Kingdom of León-Castilla under King Alfonso VI
- (ES)  #ES Historia genealógica y heráldica de la monarquía española, Volume 1
- (ES)  Historia De Los Hechos De Españara
- (ES)  #ES Memorias de las reynas catholicas.